# Cattle Pool
Der Cattle Pool ist ein See im Westen des australischen Bundesstaates Western Australia. 
Der See liegt am Oberlauf des Lyons River östlich von Cobra Bungamall. 